# PA-427
A  PA-427 é uma rodovia brasileira do estado do Pará. Essa estrada intercepta a PA-254 em sua extremidade norte.
Está localizada na região do Baixo Amazonas, no estado do Pará, atendendo ao município de Alenquer. 